# Rio Inipaco
Rio Inipaco är ett vattendrag i Brasilien.   Det ligger i delstaten Amapá, i den norra delen av landet, 2 000 km norr om huvudstaden Brasília.
I omgivningarna runt Rio Inipaco växer i huvudsak städsegrön lövskog. Trakten runt Rio Inipaco är nära nog obefolkad, med mindre än två invånare per kvadratkilometer.